# A dögös és a dög
A dögös és a dög (eredeti cím: The Hottie & the Nottie) 2008-ban bemutatott amerikai romantikus filmvígjáték, amelynek rendezője Tom Putnam, forgatókönyvírója Heidi Ferrer. A főbb szerepekben Paris Hilton, Joel David Moore és Christine Lakin látható.
A film forgatása 2007 januárjában kezdődött, 2008. február 8-án mutatták be a mozikban. A film kritikailag és pénzügyileg egyaránt megbukott; minden idők egyik legrosszabb filmjének nevezték. Paris Hilton elnyerte a legrosszabb női főszereplőnek járó Arany Málna díjat, amely egyike volt a 29. Arany Málna-díjátadón kapott három díjának.

## Cselekmény
Nate Cooper nem érti a nőket. Általános iskolai első szerelmét, a vonzó, szőke hajú Cristabel Abottot sem tudja elfelejteni. Nate úgy dönt, Kaliforniába megy, hogy találkozzon legjobb barátjával, a geek Arnóval, akinek édesanyja megdöbbentő mennyiségű információval rendelkezik Cristabelről.
Cristabel minden nap a tengerparton kocog és sok udvarló szokta bámulni őt, beleértve egy őt folyamatosan követő albínó srácot is. A lány még mindig egyedülálló, és ennek egy oka van: Cristabelnek még mindig a a csúnya, barna hajú June Phigg a legjobb barátnője, akit Nate is ismer az általános iskolából.
Nate felveszi a kapcsolatot Cristabellel és megtalálja vele a közös hangot. Azonban Cristabel csak akkor hajlandó randizni Nate-tel, ha June-nak is akad randipartner. Nate megpróbál partnert keríteni neki, de mindenkit elriaszt a nő külseje. A Santa Monica kikötőnél egy vonzó fogorvos és részmunkaidőben modell, Johann Wulrich találkozik velük. Szeretné átalakítani June-t, mert meglátja benne a belső szépséget. Ám Nate úgy véli, a tökéletes kinézetű férfi veszélyeztetheti Cristabellel való kapcsolatát. Végül June összejön Johannal és Nate is randizni kezd Cristabellel.
A következő néhány hétben Nate és June összebarátkoznak. Nate elképed, mikor meglátja a lány átalakulását, aki lassan megközelíti Christabel szépségét. A férfi lassacskán rádöbben, talán June lehet az a lány, akiről mindig is álmodott. Nate ezt elmondja Christabelnek, aki örömmel fogadja a hírt. Nate June nyomába ered, hogy elmondja neki, mit is érez iránta. A lány már visszautasította Johannt, így a film végén egymásra találnak Nate-tel.

## Szereplők
| Színész               | Szerep                    | Magyar hang     |
| --------------------- | ------------------------- | --------------- |
| Paris Hilton          | Cristabel Abbott          | Zsigmond Tamara |
| Joel David Moore      | Nate Cooper               | Markovics Tamás |
| Christine Lakin       | June Phigg                | Huszárik Kata   |
| Greg Wilson           | Arno Blount               | Kerekes József  |
| Marianne Muellerleile | Mrs. Blount               | Halász Aranka   |
| Johann Urb            | Johann Wulrich            | Varga Gábor     |
| Scott Prendergast     | Randy                     | Steiner Kristóf |
| Karley Scott Collins  | Cristabel Abbott fiatalon | Pekár Adrienn   |
| Caleb Guss            | Nate Cooper fiatalon      | Komáromi Patrik |
| Kurt Doss             | Arno Blount fiatalon      |                 |
| Alessandra Daniele    | June Phigg fiatalon       | Talmács Márta   |
| Adam Kulbersh         | Cole Slawsen              | Elek Ferenc     |
| Kathryn Fiore         | Jane                      |                 |
| Ally Field            | statiszta                 |                 |